# 漢密爾頓堡公園道車站 (BMT海灘線)
漢密爾頓堡公園道車站（英語：Fort Hamilton Parkway station）是紐約地鐵BMT海灘線的一個慢車地鐵站，位於布魯克林漢密爾頓堡公園道及62街，設有N線（任何時候停站）、W線（僅繁忙時段停站）列車服務。

## 車站結構
| G        | 街道層   | 閘機、出入口、MetroCard自動售票機                                                                                                   |
| P 月台層 | 側式月台 | 側式月台 |
| P 月台層 | 北行慢車 | ← 往阿斯托利亞-迪特馬斯林蔭路 (第八大道) ← 往96街 (只限平日時段) (第八大道) ← 往阿斯托利亞-迪特馬斯林蔭路 (只限平日時段) (第八大道) |
| P 月台層 | 北行快車 | ← 無定期服務 |
| P 月台層 | 南行快車 | → 道床 |
| P 月台層 | 南行慢車 | → 往康尼島-斯提威爾大道 (新烏德勒支大道) → → 往86街 (只限平日時段) (新烏德勒支大道) →                                               |
| P 月台層 | 側式月台 | |

此切土車站在1915年6月22日，設有兩個側式月台和四條軌道。兩條中央快車軌道正常情況下不使用。
此處，長島鐵路灣脊區支線沿路線北側運行。

## 外部連結

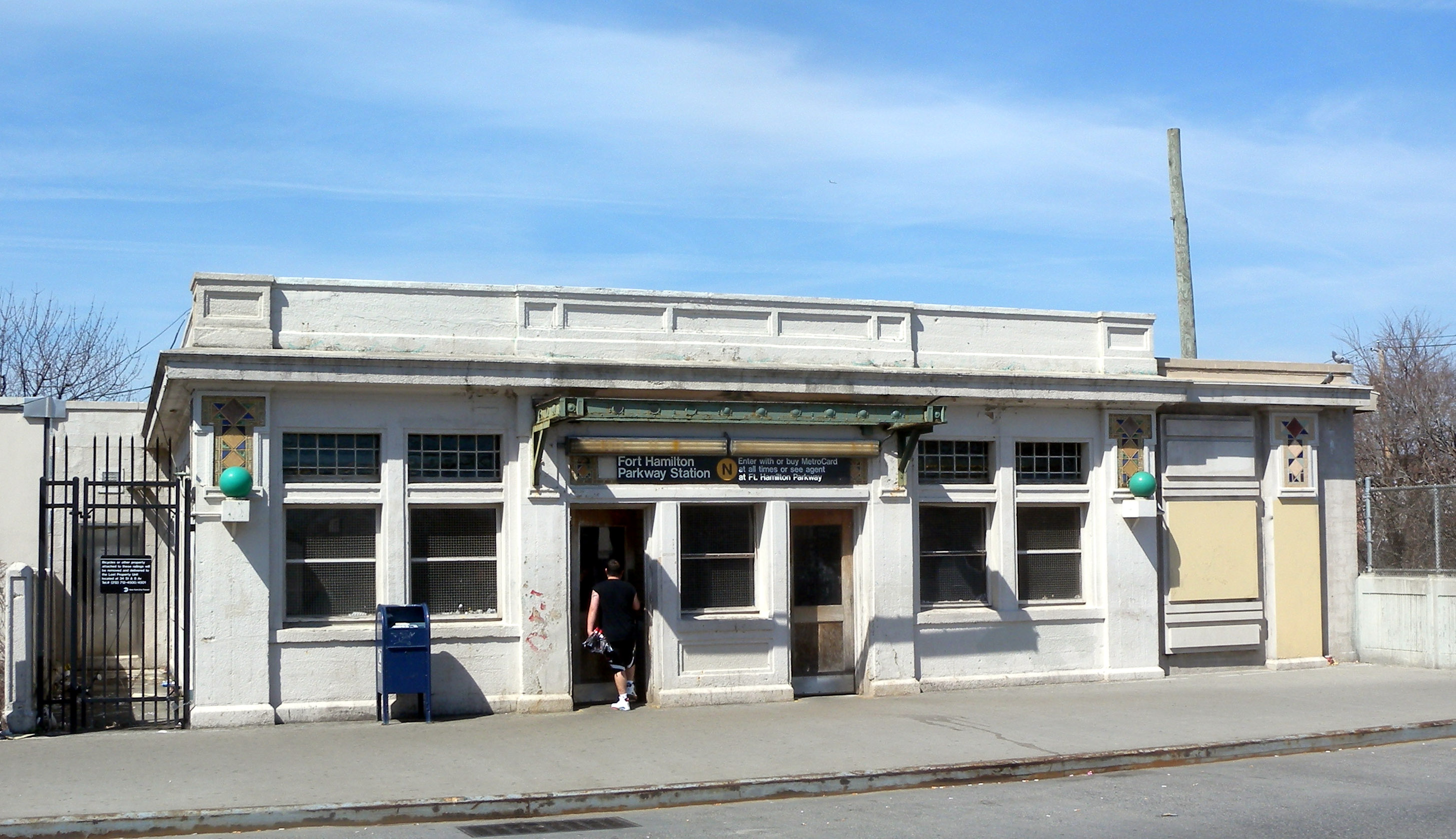
The 11th Avenue station house

- nycsubway.org—BMT Sea Beach Line: Fort Hamilton Parkway
- Station Reporter — N Train
- The Subway Nut — Fort Hamilton Parkway Pictures （页面存档备份，存于）
- Fort Hamilton Parkway entrance from Google Maps Street View （页面存档备份，存于）
- 11th Avenue entrance from Google Maps Street View （页面存档备份，存于）
- Uptown Platform from Google Maps Street View